# Realisme (filosofi)
 Denne artikel bør gennemlæses af en person med fagkendskab for at sikre den faglige korrekthed.

 For alternative betydninger, se Realisme. (Se også artikler, som begynder med Realisme)
 Der er for få eller ingen kildehenvisninger i denne artikel, hvilket er et problem. Du kan hjælpe ved at angive troværdige kilder til de påstande, som fremføres i artiklen.

Realisme er en betegnelse der kan anvendes inden for forskellige områder af filosofien og tilgrænsende områder. Et fælles træk kunne det være, at de alle hævder en eller anden form for reel, ontologisk eksistens af størrelser inden for det pågældende område – ikke blot konstruerede eller opfundne begrebsdannelser.

## Videnskabsteori
Inden for videnskabsteorien taler man om realisme vedrørende teorier og realisme vedrørende naturlove. At være realist på dette o mråde indebærer at man anser at teorierne beskriver hvordan verden faktisk er i modsætning til for eksempel instrumentalisterne som anser at videnskabelige teorier blot er en slags instrument med hjælp af hvilke vi kan lave forudsætninger og hvor teorier ikke modsvares af faktiske forhold i verden.

## Retsfilosofi
Inden for retsfilosofien skelner man mellem den positive ret, som er et samfunds faktiske gældende retsregler: kun denne positive ret er virkelig. Heroverfor står naturrettens forestilling om en ideal og retfærdig ret.

## Metafysik
I metafysikken taler man om universalierealisme som en position i universaliestriden, og man plejer at lade Platons idélære være det oprindelige udgangspunkt herfor, med et højdepunkt i middelalderens skolastik. Fra denne position udviklede man sig via en moderat realisme hos Thomas Aquinas – efter at Aristoteles igen blevet var tilgængelig, en position den katolske kirke skulle tilslutte sig 1215 – over forskellige former for konceptualisme til den realismen modstillede position: nominalismen, der omsider skulle adskille metafysik og logik, således at begreberne stilledes frie til udnyttelse af den opkommende empirisme og naturvidenskab.

## Metaetik
I metaetik betegner realisme den opfattelse at moralske domme kan have en sandhedsværdi, det vil sige være sande eller falske. I begyndelsen af 1900-tallet var etisk naturalisme og intuitionisme de mest betydningsfulde realistiske teorier.